# Річки Люксембургу

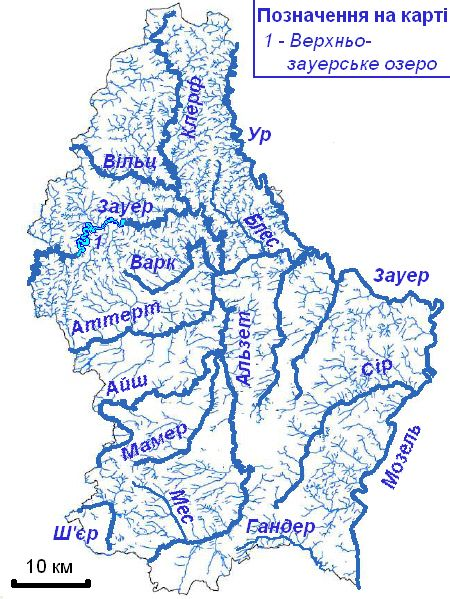
Карта річок Люксембургу.

Річки Люксембургу (люксемб. Lëtzebuergesche Waasserleef) — річки, що протікають повністю або частково по території Люксембургу.

## Географія
Річкова сітка країни густа, розгалужена. Більшість річок Люксембургу, крім Ш'єру і її невеличких приток, відноситься до басейну річки Мозель, що впадає у Рейн. Ш'єр (Куер) — невелика річка на південному заході, яка бере початок у Люксембурзі і впадає в Маас у Франції. Води всіх річок Люксембургу врешті-решт впадають у Північне море.

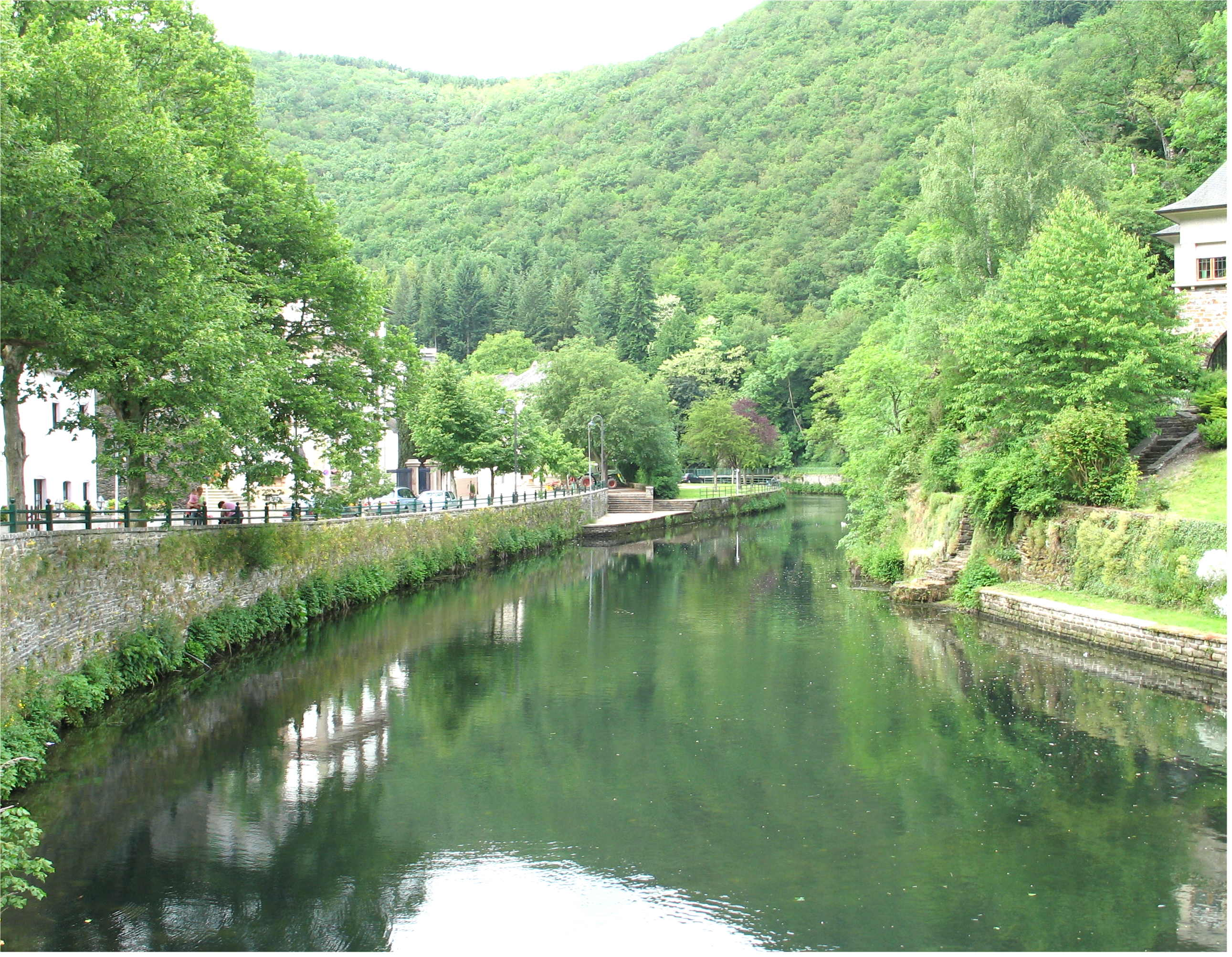
Річка Зауер (Сюр) — найдовша річка Люксембургу — в межах міста Еш-сюр-Сур.

Загальна довжина всіх річок, за різними даними, становить від 1330 км до 1800 км. 96 км річок знаходяться у власності уряду, інші протікають по приватних територіях і є приватними (дані 1990 року).
Приблизний річний стік річок країни становить 1000 млн м³. У сусідніх країнах, де розташовані верхоріччя багатьох люксембурзьких річок, до них вноситься 4000 млн м³ води, таким чином сумарна річна витрата води річок на виході з Люксембургу складає 5000 млн м³ (дані 1975 і 1978 років). Річна витрата води люксембурзьких річок, що покидають країну, у перерахунку на душу населення може видатися доволі високою (13850 м³ за даними 1980-х років, приблизно 9000 м³ у 2016 році [джерело?]). Однак 4/5 вод країни являють собою води, отримані з сусідніх країн, де розташовані верхоріччя люксембурзьких річок, і велика частина цієї витрати припадає на периферійні річки або річки, по яких проходить кордон країни. Таким чином, стік, що відбувається тільки на території Люксембургу, на душу населення є майже в 5 разів меншим.
Алювіальні відкладення трапляються у всіх річкових долинах з невеликим ухилом.

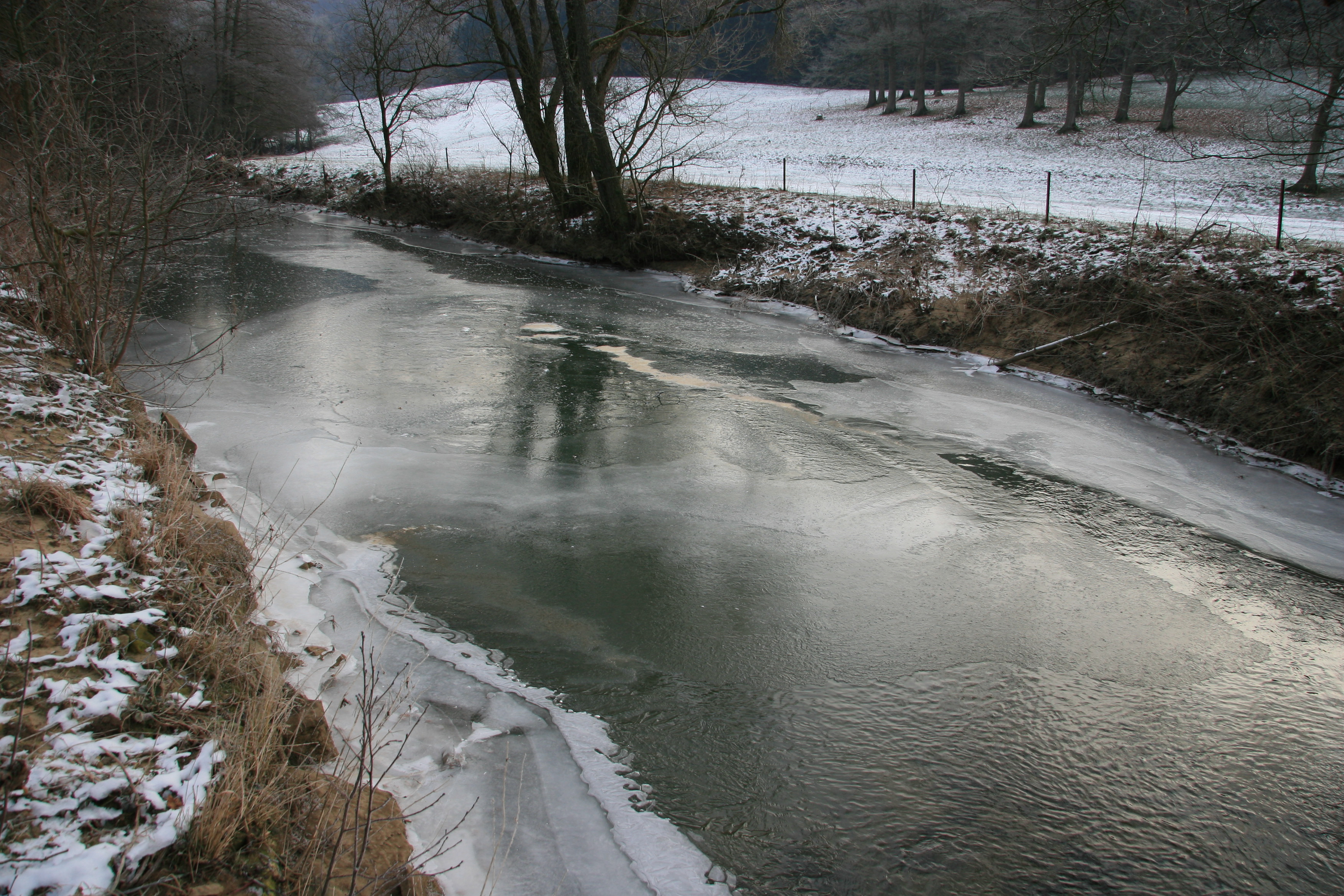
Річка Мамер взимку, частково вкрита тонкою кригою.

Взимку деякі річки можуть частково вкриватися кригою. Зокрема, на Мозелі лід може з'явитися в окремі роки вздовж берегів.
Однією з головних і найбільшою з річок Люксембургу є Мозель. Вона тече по кордону країни у північному напрямку між Люксембургом і Німеччиною вздовж 37 км, до впадіння в неї річки Зауер, після чого Мозель продовжує свій шлях по території Німеччину до впадіння у Рейн. З низьким градієнтом і проведении на ній канальними роботами, це єдина річка в країні, придатна для проходження промислового транспорту.
Найдовшою річкою Люксембургу є Зауер (Сюр), вона також є основним виходом стоків країни. З моменту свого витоку в Арденнах у Бельгії, ця річка тече на схід до бельгійсько-люксембурзького кордону, далі протягом 13 км тече по кордону, перетинає його й звивистим річищем проходить 160 км по території і прикордонні Люксембургу до свого злиття з Мозелєм. По невеликій ділянці річища Зауера перед його впадінням у Мозель проведено кордон між Люксембургом і Німеччиною. Відносна висота і непроникні для води породи Арденн сприяють швидкому стіканню з півночі на південь лівих приток Зауеру. Основними річками, що несуть свої води у Зауер з півночі, є Вільц і його притока Клерф. Іншими лівими притоками Зауеру з півночі є Блес і Ур. Остання бере початок у Бельгії і має довжину 80 км, з яких 51 км відноситься до Люксембургу. По більшій частині річки проведено північно-східну частину кордону між Люксембургом і Німеччиною.
Основною правою притокою Зауеру є Альзет, її водозбір становить половину водозбору Гутланду. Беручи початок у Франції, вона тече у північному напрямку, протікаючи по Люксембургу 60 км перед впадінням у Зауер. У Альзет впадають річки Мес, Петрус, Мамер, Айш, Аттерт і Варк (ліві притоки), а також Кайл (Кіль, люксемб. Keel, фр. Kayl) і Діделенербах (Дюделанжербах, люксемб. Diddelengerbaach) (праві притоки). Через протікання по регіону, що до кінця 21 століття був центром чорної металургії Люксембургу, Альзет довгий час була дуже забрудненою річкою.
Притоками Зауеру з півдня у його нижній течії є Вайс-Іернц і Шварц-Іернц.
Майже всі водотоки є частиною басейну Рейна, який впадає у Північне море. Але на крайньому південному заході Люксембургу є Ш'єр (Корн), річка, яка 15 км проходить по Люксембургу, далі проходить по Бельгії, а потім — по Франції, де впадає у Маас (також басейн Північного моря).

## Основні річки
| Зображення | Назва           | Назва люксембурзькою | Назва французькою | Довжина у Люксембурзі, км |
| ---------- | --------------- | -------------------- | ----------------- | ------------------------- |
|            | Айш             | Äisch                | Eisch             | 28                        |
|            | Альзет          | Uelzecht             | Alzette           | 60                        |
|            | Аттерт          | Atert                | Attert            | 32                        |
|            | Блес            | Blees                | Blees             | 14                        |
|            | Вайс-Іернц      | Wäiss Iernz          | Ernz Blanche      | 30                        |
|            | Варк            | Waark                | Wark              | 19                        |
|            | Вільц           | Wolz                 | Wiltz             | 35                        |
|            | Гандер (Альбах) | Gander (Albaach)     | Gander            | 17                        |
|            | Діделенербах    | Diddelengerbaach     | Dudelingerbach    | 7                         |
|            | Зауер (Сюр)     | Sauer                | Sûre              | 160                       |
|            | Кайл            | Keel (Käl)           | Kayl              | 7                         |
|            | Клерф           | Klerf                | Clerve            | 45                        |
|            | Мамер           | Mamer                | Mamer             | 25                        |
|            | Мес             | Mess                 | Mess              | 11                        |
|            | Мозель          | Musel                | Moselle           | 37                        |
|            | Петрус          | Péitruss             | Pétrusse          | 11                        |
|            | Сір             | Sir                  | Syre              | 30                        |
|            | Ур              | Our                  | Our               | 51                        |
|            | Шварц-Іернц     | Schwaarz Iernz       | Ernz noire        | 25                        |
|            | Ш'єр            | Kuer                 | Chiers            | 15                        |

## Рибальство

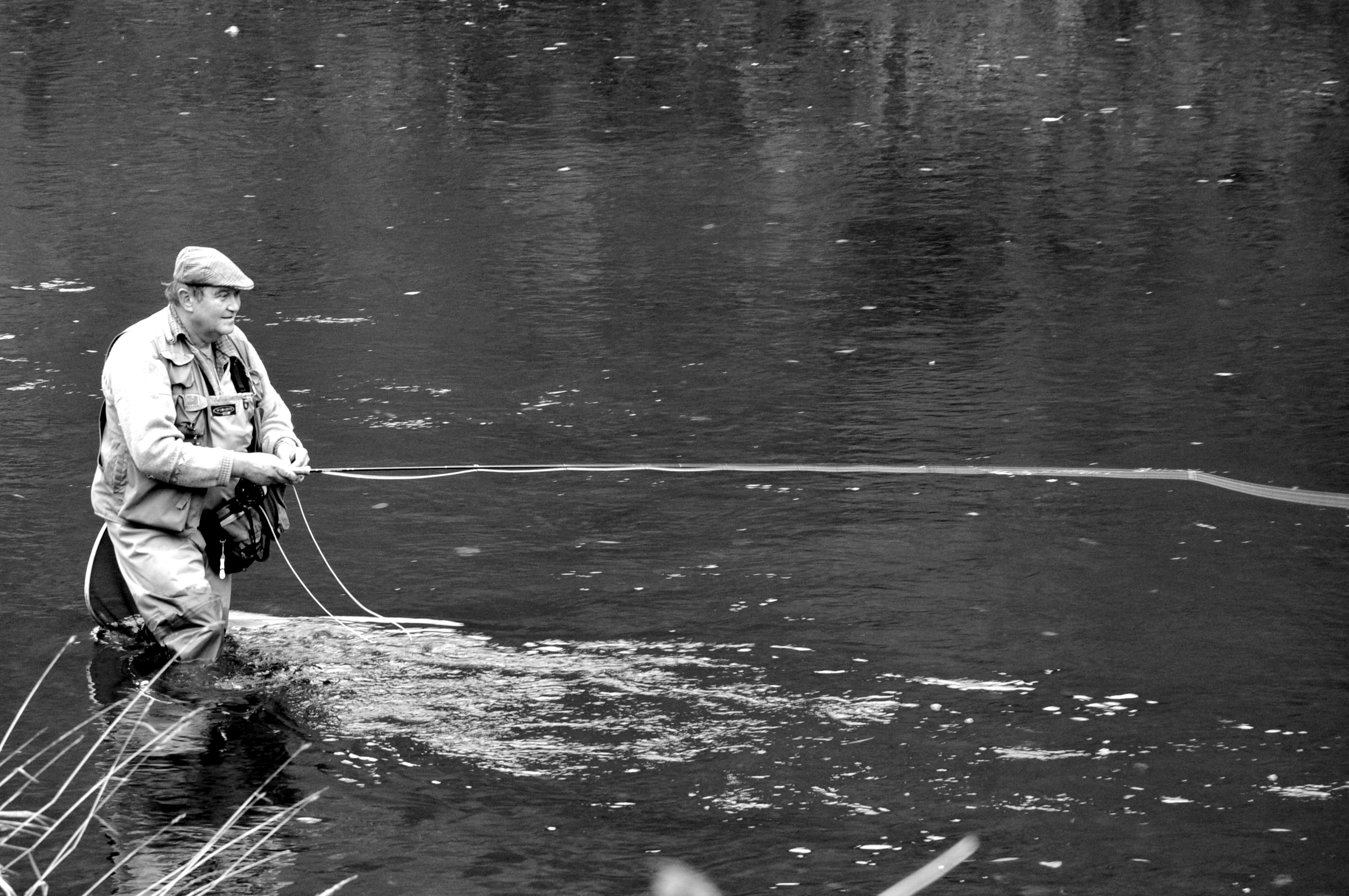
Риболовля на річці Зауер в комуні Буршайд. Фото 2010 року.

У Люксембурзі існує невеликий комерційний промисел риби для внутрішнього споживання і добре розвинуто приватне спортивне рибальство.
Річкова риба займає помітне місце у люксембурзькій кухні. Риболовля є елементом дозвілля як місцевого населення так і туристів. В 1977 році у Люксембурзі налічувалося близько 10 000 рибалок (2,8 % від загальної чисельності населення).
Риболовля в Люксембурзі дозволяється без ліцензії тільки для тих, хто ще не досяг віку чотирнадцяти років. Люди віком від чотирнадцяти років повинні придбати ліцензію на ловлю риби. Ліцензія для риболовлі в Люксембурзі видається окружними адміністраціями, які розташовані в містах Люксембург, Гревенмахер і Дикірх.
Види риби, які водяться у місцевих річках, це пструг струмковий (Salmo trutta), пструг райдужний (Oncorhynchus mykiss), харіус (Thymallus thymallus), вугор європейський (Anguilla anguilla), щука (Esox lucius), окунь (Perca fluviatilis) і різноманітність коропових: короп (Cyprinus carpio), лящ (Abramis brama), марена звичайна (Barbus barbus), підуст звичайний (Chondrostoma nasus), головань (Leuciscus cephalus), плітка звичайна (Rutilus rutilus) і лин (Tinca tinca).
Рибу ловлять як у великих водотоках і водоймах — річках Мозель, Зауер, Верхньозауерському озері, так і у невеличких річечках, в яких водиться, наприклад, пструг.
| Рік      | 1938 | 1948 | 1958 | 1960 | 1965 | 1970 | 1975 |
| -------- | ---- | ---- | ---- | ---- | ---- | ---- | ---- |
| Вилов, т | 500  | 500  | 400  | 300  | 500  | 200  | 150  |

Управління рибальством у внутрішніх водоймах в Люксембурзі здійснює Міністерство сільського господарства, виноградарства та водних і лісових ресурсів.
Фактором, що впливають на розвиток риболовлі є відсутність великої кількості вод з тихою течією (немає великих озер і будь-яких значних можливостей для створення великих водосховищ). Цей фактор виключає створення як значного комерційного рибальства так і великого збільшення аматорського рибальства. Певним фактором, що перешкоджав риболовлі в минулому було забруднення річок. В 1977 році вважалося, що близько однієї третини вод країни були настільки забруднені, що це було несприятливим для вилову риби у них. В подальшому на окремих річках ситуація трохи покращилася. [джерело?]

## Водний транспорт

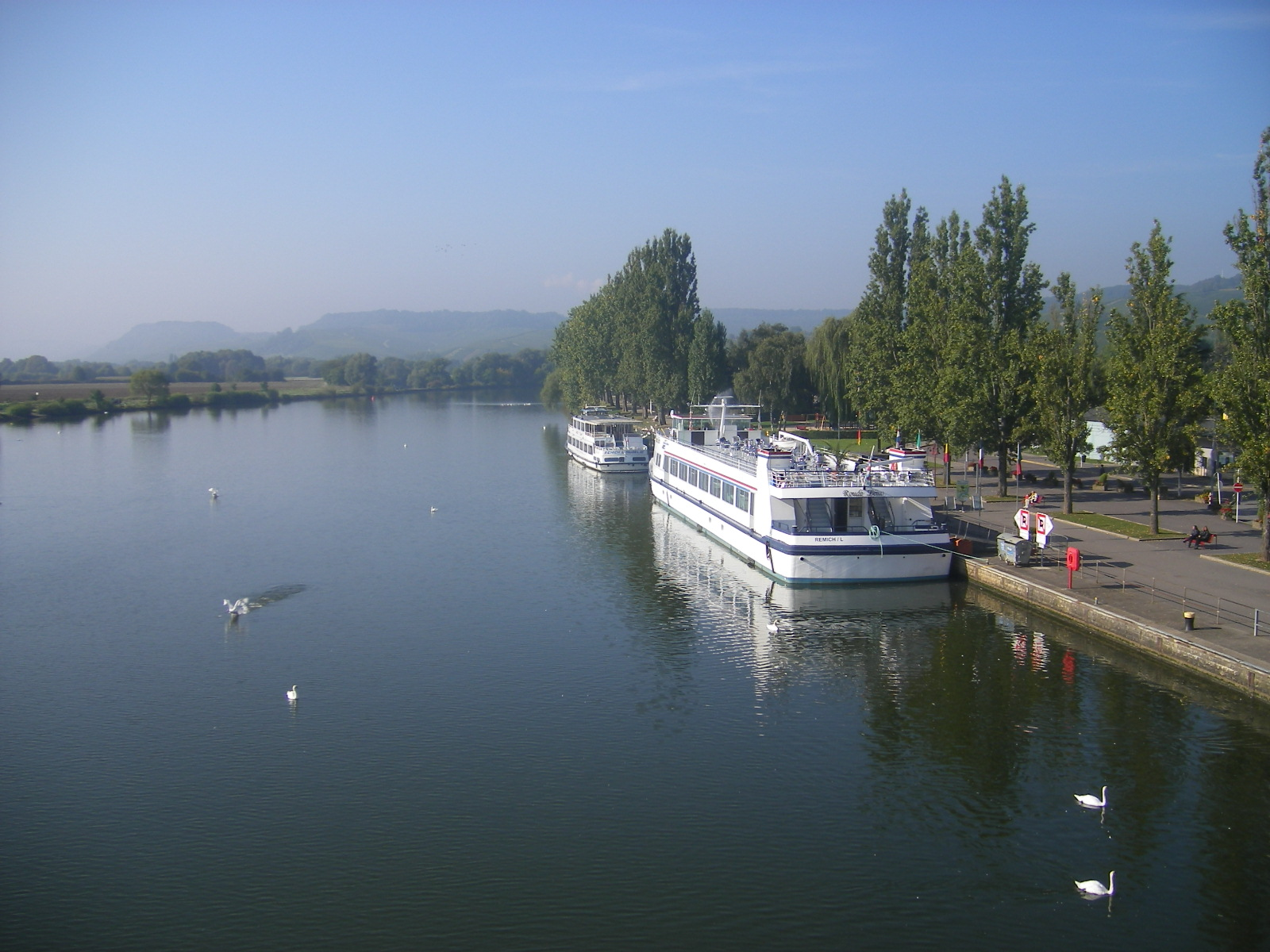
Туристичний катер на річці Мозель у Реміху. Ліворуч — правий берег річки, що відноситься до Німеччини.

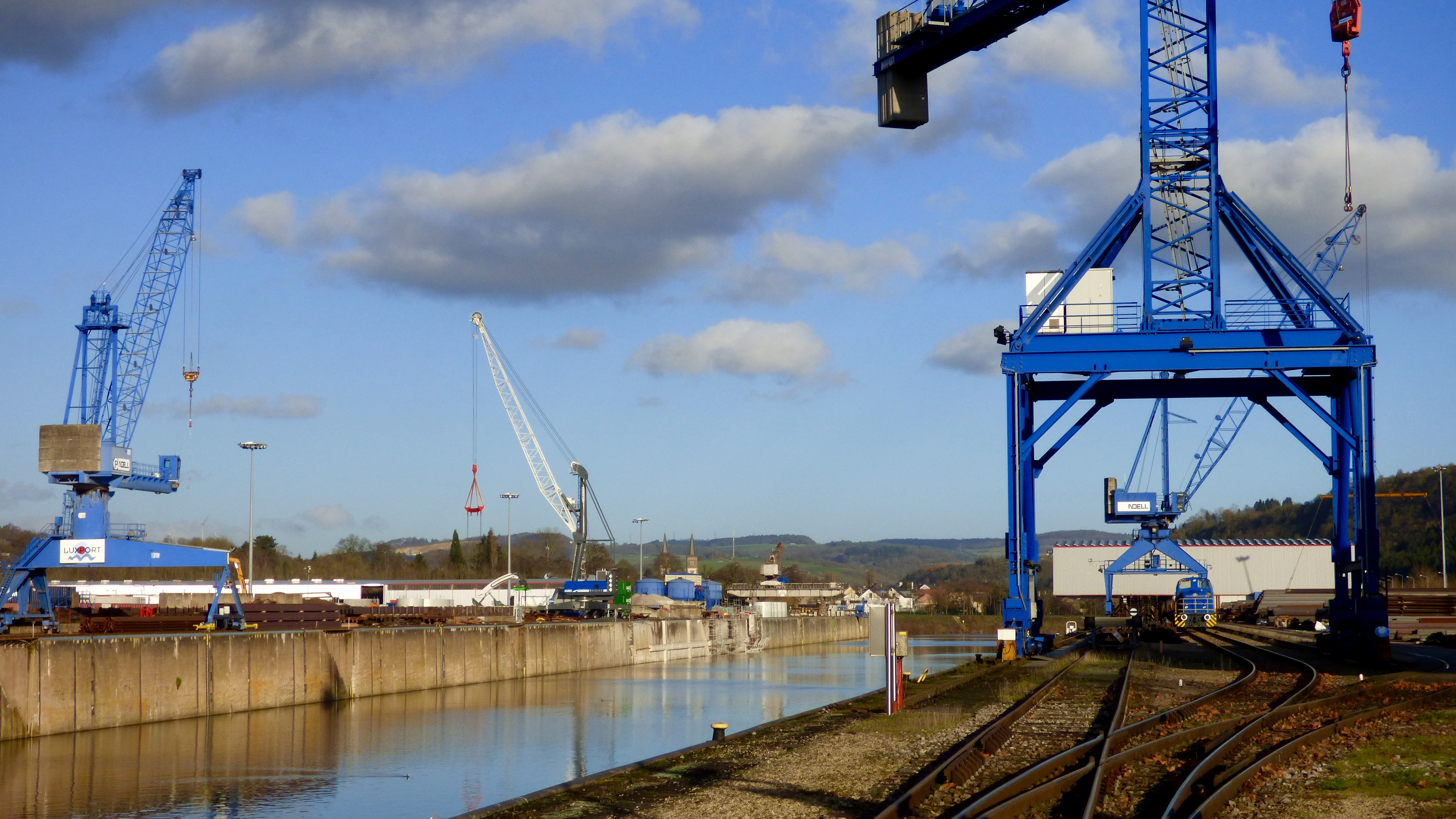
Док річкового порту у Мермерт.

Річки Люксембургу не судноплавні. Лише річка Мозель, на якій проведено спеціальні гідротехнічні роботи для можливості проходу барж вантажопідємністтю 1500 т, і частина Зауеру, зі штучно поглибленим річищем, є судноплавними. Загалом, Люксембург має близько 37 км судноплавних внутрішніх водних шляхів. Річковий порт у місті Мертерт на річці Мозель з'єднує велике князівство з системою водних шляхів Рейну і забезпечує йому дорогу для міжнародного руху товарів. Порт Мермерт є єдиним місцем в Люксембурзі, де існує взаємозв'язок між трьома видами транспорту — залізничним, автомобільним і внутрішніми водними шляхами. Він використовується для перевезення вугілля, металобрухту, сталі, нафти, сільськогосподарських товарів і будівельних матеріалів.
Основним видом транспорту у Люксембурзі є залізничний і автомобільний.

## ГЕС

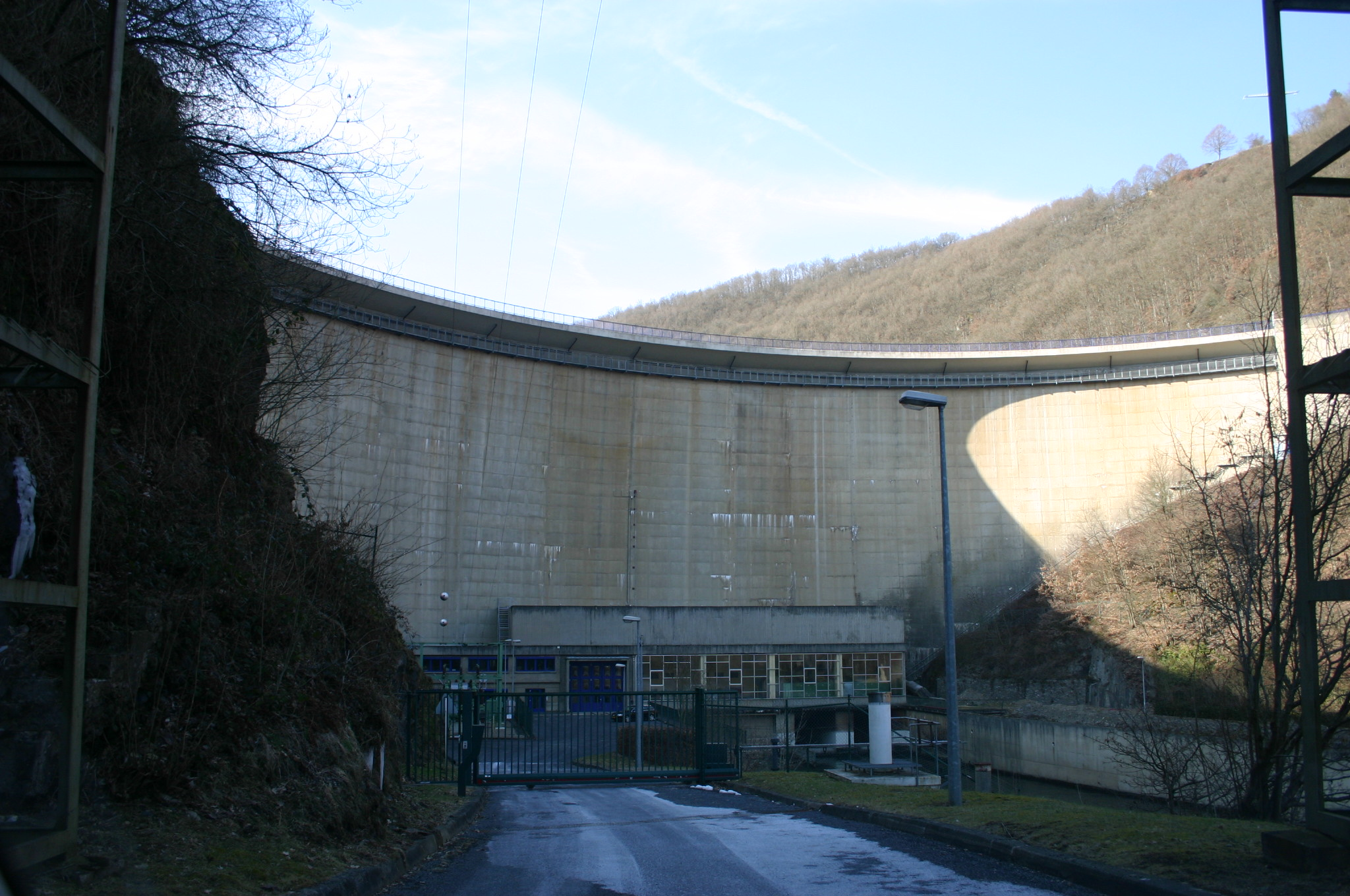
Гребля ГЕС Еш-сюр-Сур.

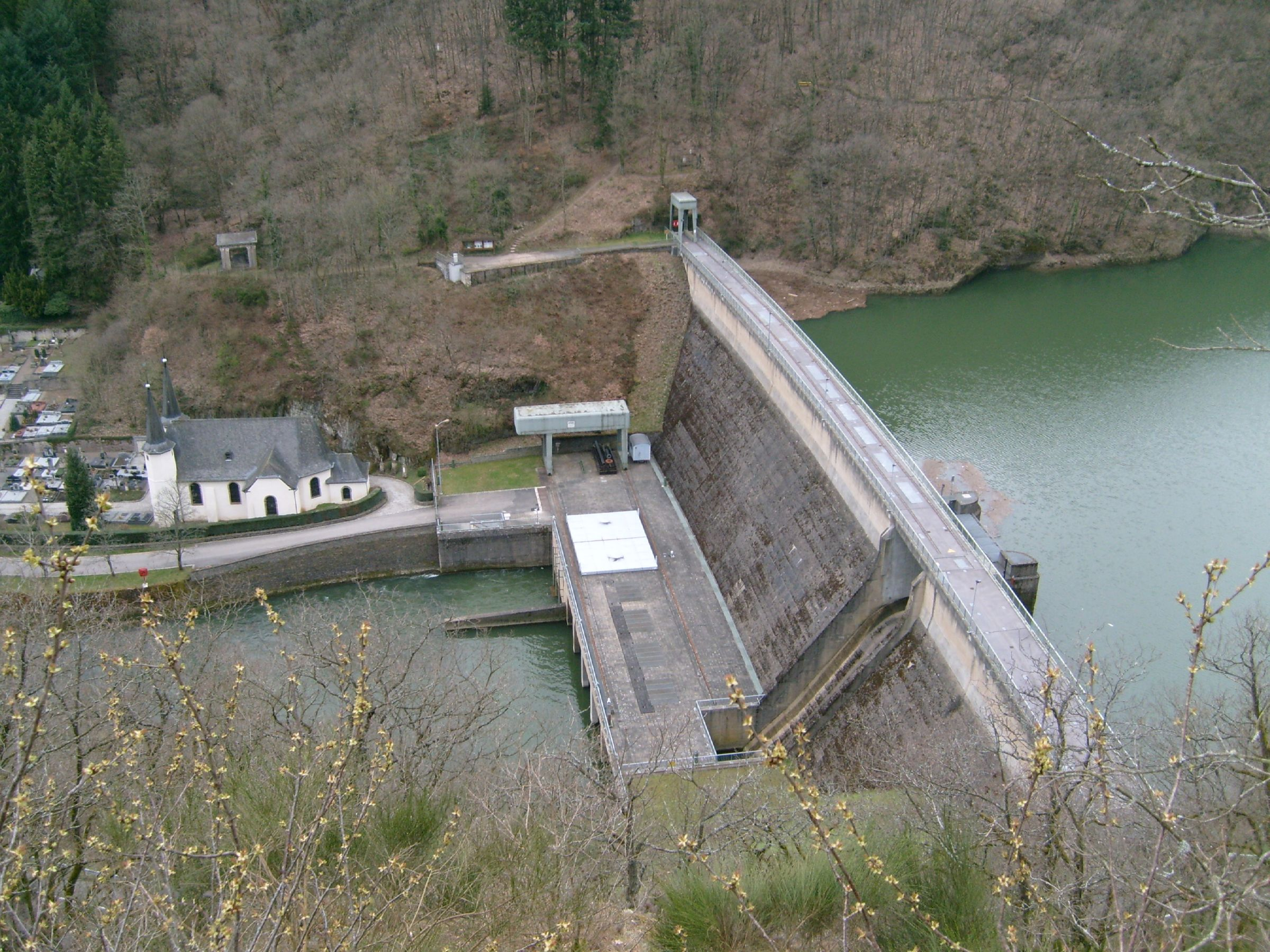
Гребля Віанденської ГАЕС.

У Люксембурзі зведено 2 гідроелектростанції — Еш-сюр-Сур на річці Зауер з загальною встановленою потужністю 11 МВт і Віанденську ГАЕС на річці Ур з проектною загальною встановленою потужністю 1300 МВт. Крім того, на річці Зауер за греблею Еш-сюр-Сур споруджено 4 додаткових водозливи з поворотно-лопатевими турбінами загальною встановленою потужністю 1,8 МВт. Проектну потужність Віанденської ГАЕС було доведено до сучасного рівня після будівництва у 2010—2013 роках нового (одинадцятого) енергетичного блоку встановленою потужністю 200 МВт і нового басейну поряд з річищем Уру. ГЕС Еш-сюр-Сур використовується лише під час пікових навантажень.
Крім того, у 2010 році у Люксембурзі було 33 малих гідроелектростанції з загальною встановленою потужністю 34 МВт і загальним річним виробництвом 0,100 млрд кВт·год. Тоді планувалося довести кількість малих гідроелектростанцій до 42, їхню загальну встановлену потужність — до 44 МВт, а загальне виробництво ними електроенергії — до 0,124 млрд кВт·год.
У 1987 році загальна встановлена потужність всього електрогенеруючого обладнання країни становила 1238 МВт, з яких 1132 МВт, тобто 90 %, припадало на гідроелектростанції. До початку 21 століття роль гідроелектростанцій у виробництві електрики значно скоротилася, хоча залишається відчутною.
У 2005 році на гідроелектроенергію припадало 21,3 % всієї виробленої в країні електроенергії, причому ГЕС було вироблено 2,3 %, а ГАЕС — 19 % всієї електроенергії.
У 2014 році в країні було вироблено 2,909 млрд кВт·год, з яких 1,157 млрд кВт·год (39,8 %) припадало на гідроелектроенергію. У 2014 році було вироблено 2,658 млрд кВт·год, з яких 1,494 млрд кВт·год (56,2 %) припадало на гідроелектроенергію. При споживанні 8,269 млрд кВт·год електроенергії (дані 2015 року), гідроелектростанції спроможні забезпечити країну електроенергією лише на 18 %.
Близько половини гідроелектроенергії, виробленої в Люксембурзі, йде на експорт. Водночас країна імпортує значну кількість електрики. Країна споживає до 60 % імпортної електрики.

## Міжнародні угоди
Люксембург є членом Міжнародної комісії із захисту Рейну від забруднення разом з Францією, Німеччиною, Нідерландами і Швейцарією, а також Євросоюзу.

## Річки у живопису
Річки Люксембургу з їхніми живописними долинами посідають досить помітне місце в творчості багатьох люксембурзьких художників.

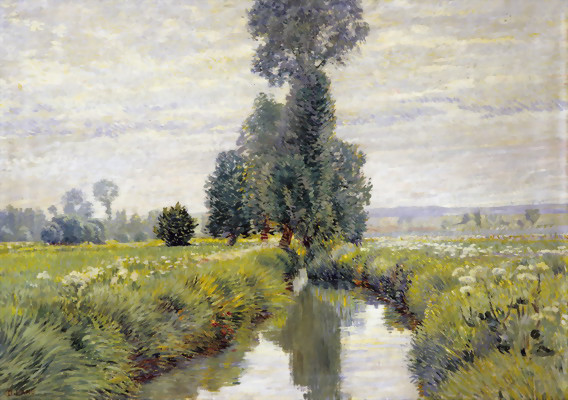
Домінік Ланг. «Береги Альзет», 1915.
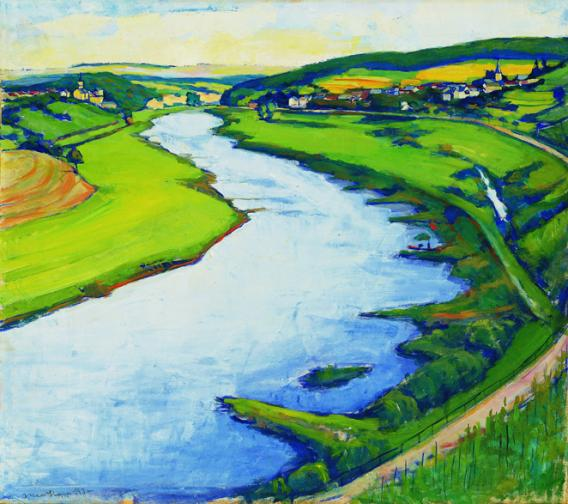
Ніко Клопп. «Закрут Мозеля у Грайвельданж з [видом на] Штадтбредімю», 1930.
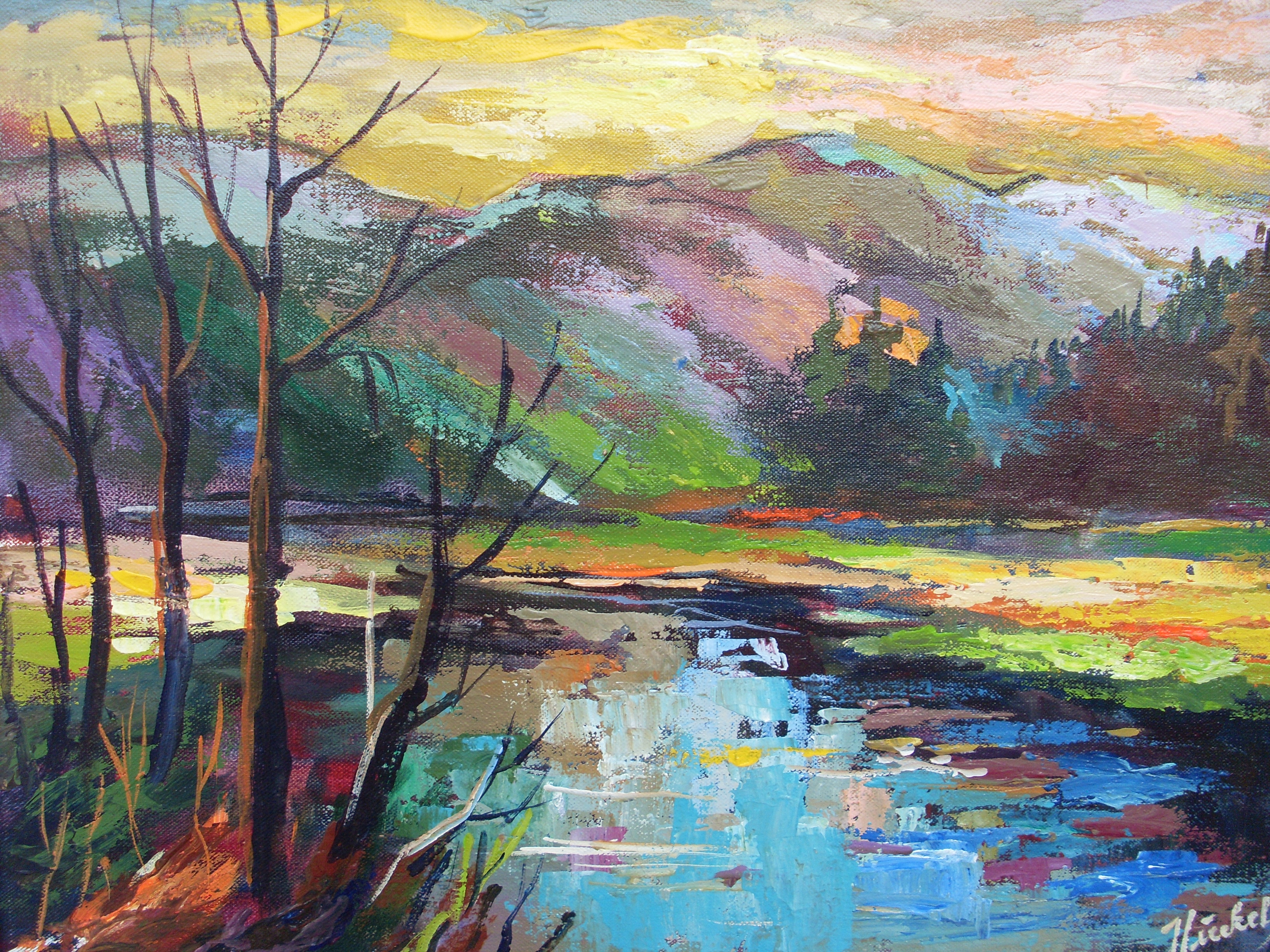
Йозеф Лінкелс. "Озеро".